# Potenciometar (merni instrument)
Potenciometar je instrument za merenje potencijala (napon) kola. Pre uvođenja pokretnog kalema i digitalnih volt metara, potenciometri su korišćeni za merenje voltaže. Ovaj metod je opisao Johan Hristijan Pogendorf oko 1841. On je vremenom postao standardna laboratorijska tehnika.
Frakcija poznatog napona sa kliznog otpornika se poredi sa nepoznatim naponom koristeći galvanometar. Klizeći kontakt potenciometra se podesi i galvanometar se za trenutak poveže između kliznog kontakta i nepoznatog napona. Otklon galvanometra se očita i klizač se podesi tako do galvanometar ostane na nuli. U tom trenutku u galvanometaru nema struje iz nepoznatog izvora, i veličina napona se može izračunati iz položaja kliznog kontakata.
Potenciometri se dele u četiri glavne klase:
- Potenciometri konstantne struje
- Potenciometri konstantnog otpora
- Mikrovoltni potenciometri
- Termospregnuti potenciometri

## Analitička hemija
Potencijal ćelije se meri da bi izvršilo potenciometrijsko određivanje analita u rastvoru. Izmerena veličina se mora korigovati koristeći referentni potencijal. Koncentracija analita se zatim može izračunati koristeći Nernstovu jednačinu. Postoji znatan broj varijacija ovog osnovnog principa za izvođenje kvantitativnih merenja.

## Spoljašnje veze
- Potentiometeri Архивирано на веб-сајту  (4. октобар 2009)
- Električna kalibraciona oprema